# Керол Мозлі-Браун
Керол Мозлі-Браун (англ. Carol Mosely Braun; нар. 6 серпня 1947, Чикаго, Іллінойс, США) — американський політична діячка, дипломат. Член палати представників Іллінойсу (1979—1988), сенаторка від Іллінойсу (1993—1999), посол США в Новій Зеландії (1999—2001) і в Самоа (2000—2001).

## Життєпис

### Ранні роки
Народилася 6 серпня 1947, разом з сім'єю жила в сегрегаційному районі південного Чикаго. Коли Керол була підлітком, її батьки розлучилися, і вона стала жити зі своєю бабусею.
Мозлі-Браун навчалася в Іллінойському університеті в Урбані-Шампейн, проте кинула навчання через чотири місяці. 1969 випустилася з Іллінойського університету в Чикаго. Має докторський ступінь Чиказького університету (1972).

### Політична кар'єра
1978 року Керол Мозлі-Браун було обрано в Іллінойську палату представників, де вона прослужила до 1988 року. 1993 вона стала першою темношкірою жінкою, обраною на пост сенаторки США. 8 жовтня 1999 року, коли вона вже не працювала в Сенаті, президент Білл Клінтон призначив її послом США в Новій Зеландії, 2000 року Мозлі-Браун стала послом і в Самоа.

#### Висування на президента США (2004)
22 вересня 2003 року Мозлі-Браун оголосила, що має намір висунути свою кандидатуру на президентських виборах від Демократичної партії. Її потенційним республіканським конкурентом був Джордж Буш-молодший, чинний глава держави. На початку 2004 вона зняла свою кандидатуру на користь ексгубернатора Вермонту Говарда Діна. Після всього претендентом на посаду президента від Демпартії став сенатор Джон Керрі.

#### Висування на мера Чикаго (2011)
10 листопада 2010 екссенаторка заявила про рішення балотуватися на мера Чикаго. На користь Мозлі-Браун свою кандидатуру зняли відразу двоє людей: конгресмен Денні Девіс і сенатор Джеймс Мікс. Тодішній президент Білл Клінтон, серед усіх претендентів на посаду мера підтримав Рама Емануеля. Мозлі-Браун назвала його рішення «зрадою інтересів темношкірих». Усього за Мозлі-Браун було віддано 53 062 голоси, що склало 8,97 % від загальної кількости.